# Kaakkurisaari (ö i Östra Lappland, lat 66,79, long 26,67)
Kaakkurisaari är en ö i Finland.   Den ligger i den ekonomiska regionen  Östra Lapplands ekonomiska region  och landskapet Lappland, i den norra delen av landet, 700 km norr om huvudstaden Helsingfors.